# Cromosoma ad anello
Con il termine  cromosoma ad anello (cromosoma ring) si intende un tipo di aberrazione cromosomica provocata da una doppia rottura grazie alla quale il cromosoma si dispone ad anello e le parti terminali vanno perdute (il telomero assieme ad un po' di DNA informativo).
È una mutazione sbilanciata, e l'effetto fenotipico corrispondente dipende da quanto DNA viene perso.